# Peter Widmer

Peter Widmer

Peter Widmer (1935) is een Zwitsers politicus.
Peter Widmer is lid van de Vrijzinnig Democratische Partij (FDP) en was lid van de Regeringsraad van het kanton Bern.
Peter Widmer was van 1 juni 1992 tot 31 mei 1993 voorzitter van de Regeringsraad (dat wil zeggen regeringsleider) van het kanton Bern.